# Накриття
Накри́ття, також підда́шшя, напинало або наві́с шопа — покрівля на стовпах або інших опорах для захисту від сонця, негоди. Також, дія зі значенням накривати.
Накривають одягом, покрівлею на стовпах — піддашшям чи навісом, критою прибудовою з площадкою, східцями й ганком біля входу, виступом якої-небудь покрівлів чи піддашком, дашком. 

## Класифікація
Розрізняють насамперед такі види:
- Прибудовані й окремі. Прибудовані навіси зводять до зовнішньої стіни, над ґанком, балконом або входом, тобто з одного або кількох боків спираються на будівлю. Натомість окремі навіси зводять на власних опорах.
- Прямі, похилі навіси (односхилі, двосхилі), складної форми (дугоподібні, аркові, у вигляді пірамід, багатокутників, куполів тощо).
- Декоративні та функціональні навіси. Декоративні навіси являють собою художню композицію, і як правило застосовують для загального ансамблю конструкцій як прикраса для ландшафтного дизайну. Функціональні навіси виконують захисні та огороджувальні функції, відрізняються ергономічністю та простотою.

Також навіси класифікують залежно від кількох основних чинників:
- За матеріалами для виготовлення конструктивних елементів навіси ділять на дерев'яні, металеві, кам'яні та комбіновані.
- Призначення (для зони барбекю, автомобілів, басейнів тощо).
- Розміру.
- Місця розташування.

## Види
- Балдахін — накриття, переважно з дорогої тканини з оздобами, над троном, ліжком, носилками, катафалком і т. ін.
- Звис — частина даху, що виступає за стіну.
- Ківорій — накриття над престолом (вівтарем).
- Козирок (піддашшя, піддашок, розм. дашок) — маленький дах ґанку над входом у хату, під'їзд.
- Оборіг — дашок на чотирьох стовпах для сіна.
- Острішок — солом'яний або очеретяний дашок над плотом, загатою.
- Зупинковий павільйон — накриття при зупинці громадського транспорту (наприклад, автобусній зупинці).
- Палапа — навіс у вигляді стріхи з пальмового листя.
- Повітка — дах на чотирьох стовпах.
- Стру́нка — карпатська назва навісу для доїння овець (у вівчарні, загоні, в околі біля стаї). Складається з дашка («повірхника») на двох стовпах («палюхах»), знизу вони з'єднані горизонтальною дошкою («побе́дриною»), до якої прибиті коротші вертикальні («дошки»), перед дошками стоять чурбаки («сідці́») для доярів[6].
- Стріха (острішок) — нижній край солом'яної покрівлі, який звисає над стіною.
- Тент — накриття, звичайно парусинове, для захисту від сонця й дощу.

Основне призначення накриття — захист від атмосферних опадів стосів дров, різного господарського начиння, для захисту вуличних торгових прилавків і кафе від легких опадів і сонця, як правило, у літній період. На дачах використовують зазвичай для захисту заїзду для автомобіля, як ґанок будинку та для захисту літніх вуличних столиків від сонця і дощу. Для спорудження навісів тепер все більшої популярності набуває світлопрозорий покрівельний матеріал — полікарбонат[джерело?].
Навіс запобігає радіаційному охолодженню предметів, які є під ним і випадання на них роси в нічні години. Цю властивість широко використовують у країнах з великою різницею денної та нічної температур. На відміну від тенту навіс — споруда, як правило, стаціонарна.

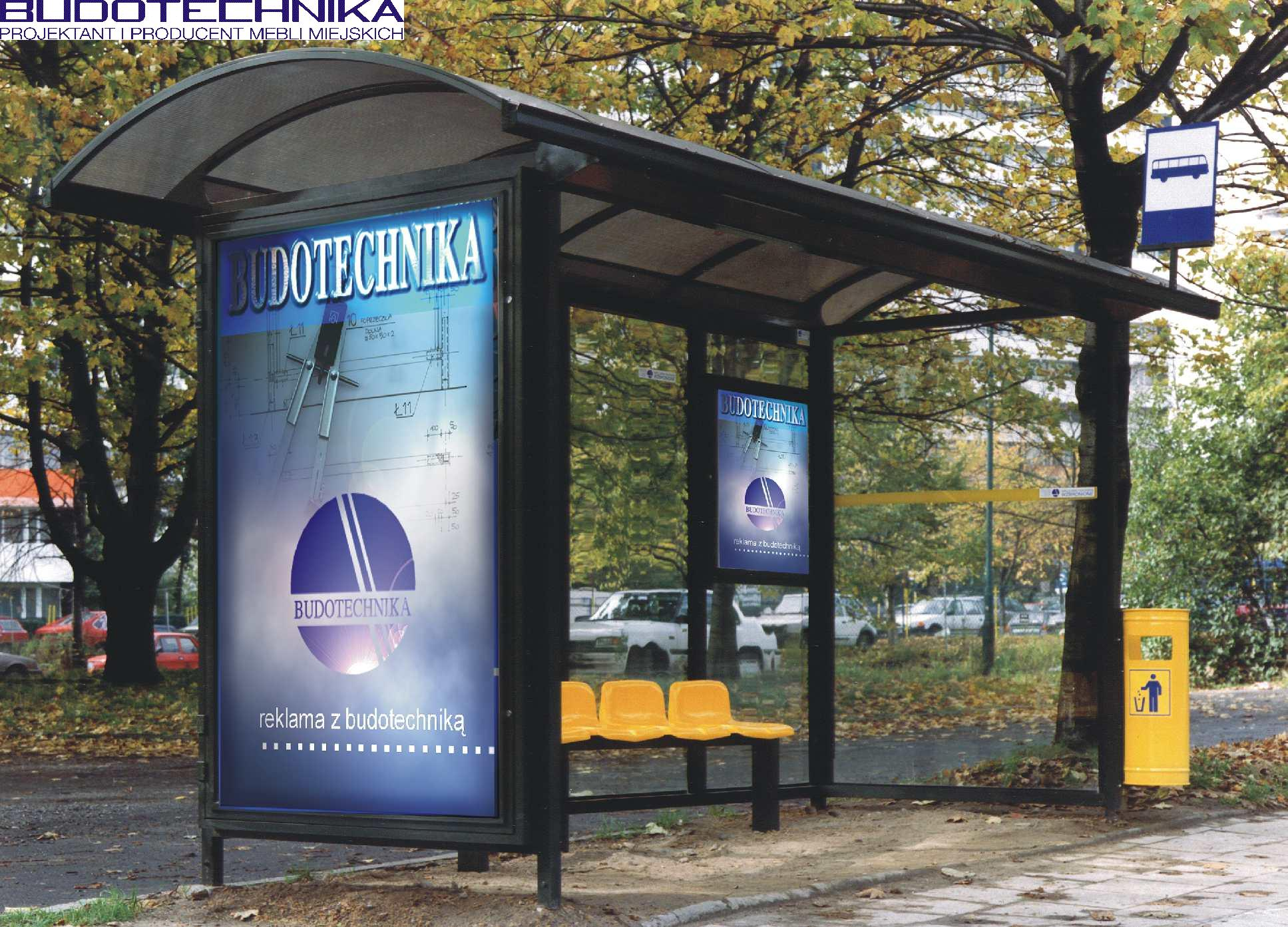
Навіс над автобусною зупинкою.
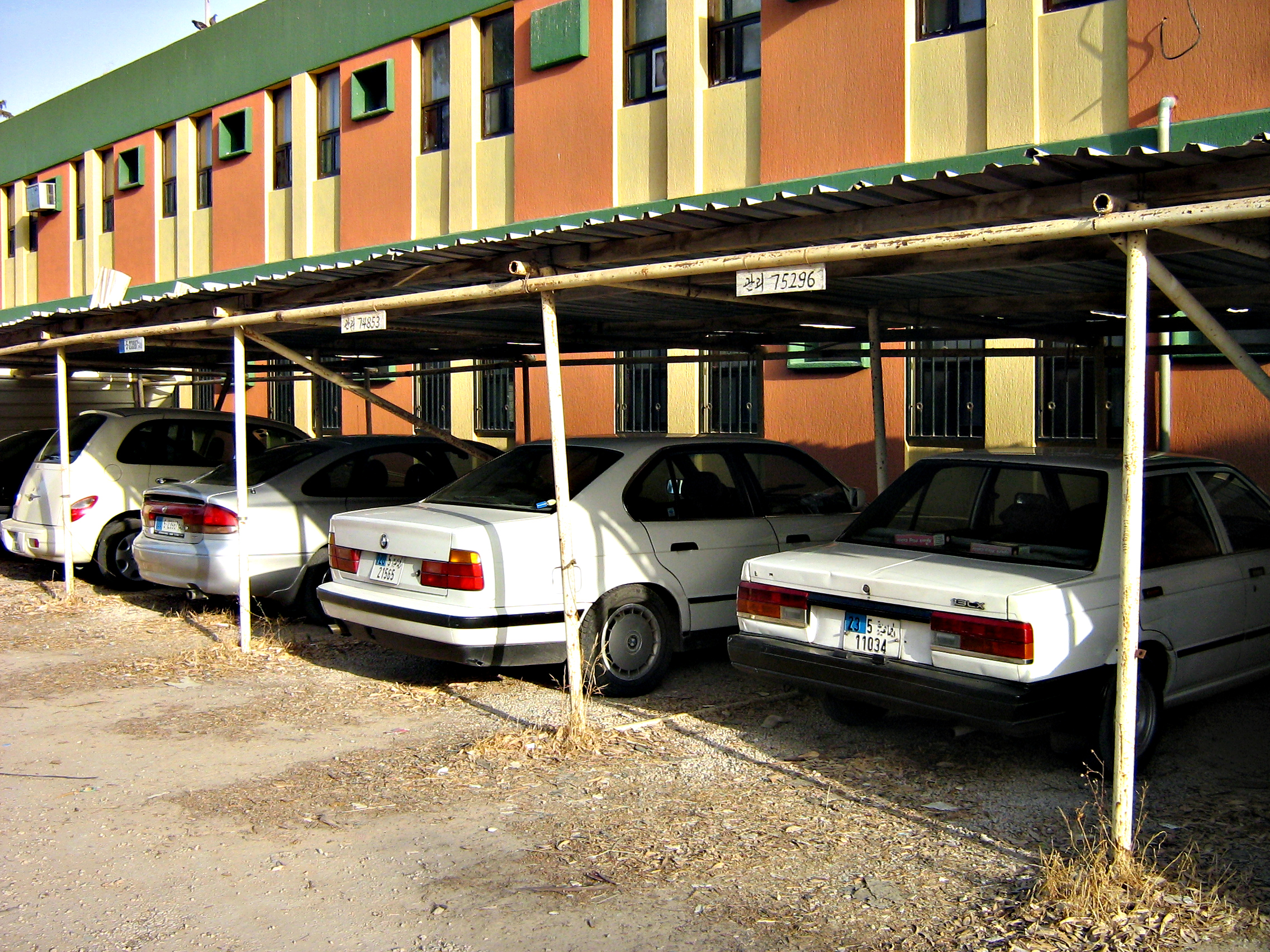
Навіс-гараж у Лівії.
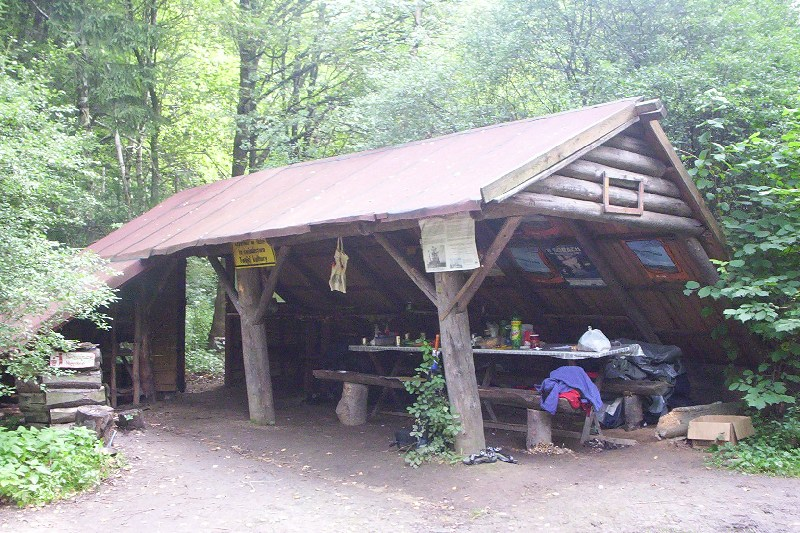
Навіс в студентському наметовому містечку.
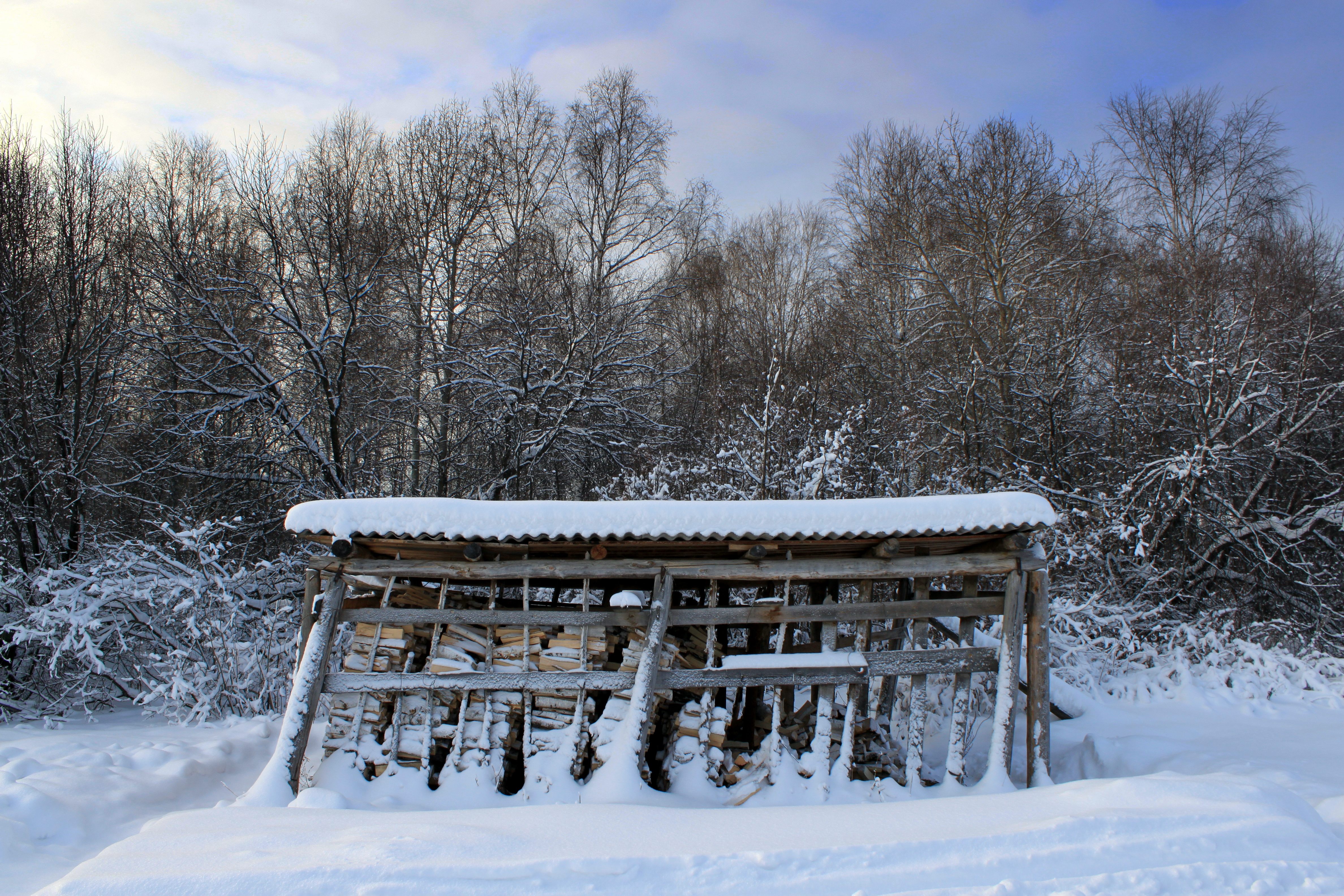
Навіс для дров. Село Бутакова, Омська область